# 斯卡爾申齊 (亞爾莫林齊區)
49°19′7″N 26°55′43″E / 49.31861°N 26.92861°E
斯卡爾任齊（烏克蘭語：Скаржинці）是位於烏克蘭西部的村莊，由赫梅利尼茨基州裡赫梅利尼茨基區的羅茲索沙市鎮負責管轄。該村面積1.09平方公里，海拔高度313米，2011年人口942，人口密度每平方公里861.1人。